# タケッダ
タケッダは、現在のニジェール領のサハラ砂漠、アガデス州に存在した王国又は都市の名前。マグリブのベルベル人の部族連合の一つ、サンハージャにより建設された。アイル山地の西に位置し、銅を産した。13世紀後半には、マリ帝国の王、マンサ・サクラにより征服された。マンサ・ムーサ、マンサ・スレイマンのころまではマリ帝国の版図であった。1353年にイブン・バットゥータが、マリ帝国を訪問した帰りに立ち寄った。14世紀にはトゥアレグ人の支配下に入った。特に当地に所在する銅鉱山の重要性のため、タケッダはサハラ砂漠を縦断する長距離交易において顕著な役割を担った。
アガデスの北東140キロメートルに位置するアゼリク（ Azelik wan Birni ）にある遺跡が、かつてのタケッダの町の遺構であると推定されている。アゼリクからは、紀元前1世紀に銅を用いて加工が行われた形跡が見つかっており、考古学的発掘調査と周辺地域の予備調査を率いた研究者 Danilo Grébénart が当地の概況と、彼の発見、先史時代における非鉄金属工業の重要性について論文で述べている。